# Araneus praesignis
Araneus praesignis este o specie de păianjeni din genul Araneus, familia Araneidae. A fost descrisă pentru prima dată de Ludwig Carl Christian Koch în anul 1872.
Este endemică în Queensland. Conform Catalogue of Life specia Araneus praesignis nu are subspecii cunoscute.